# Хіноемата

37°1′27″ пн. ш. 139°23′20″ сх. д. / 37.02417° пн. ш. 139.38889° сх. д.
Хіноема́та (яп. 檜枝岐村, ひのえまたむら, МФА: [çino.emata muɾa]) — село в Японії, в повіті Мінамі-Айдзу префектури Фукусіма. Станом на 1 жовтня 2008 площа села становила 390,50 км². Станом на 1 січня 2009 населення села становило 676 осіб.